# Koskisaari (ö i Mellersta Finland, Saarijärvi-Viitasaari)
Koskisaari är en ö i Finland.   Den ligger i kommunen Viitasaari i den ekonomiska regionen  Saarijärvi-Viitasaari och landskapet Mellersta Finland, i den centrala delen av landet, 300 km norr om huvudstaden Helsingfors.